# Charles-Marie-Félix Martin
Charles-Marie-Félix Martin, född 2 juni 1844 i Neuilly-sur-Seine, död 1916, var en fransk bildhuggare. 
Martin, som var dövstum, kom på École des beaux-arts i Paris och debuterade 1864 på salongen; han hämtade motiv till flera av sina arbeten från de dövas värld, således Frans av Sales undervisar en dövstum (1865) och Abbé de l’Epée undervisar en ung dövstum (1876) till det monument, som ställdes upp i Institution nationale des sourd-muets i Paris. Andra verk är Den förlorade sonen (1866), Ludvig XI i Peronne (1872, i brons 1875), Negerjakt (1873) och en ryttarstaty av Cæsar (1884). 